# Клисура Постијењског потока
Клисура Постијењског потока се налази четири километра северозападно од Мокре Горе и настаје од потока Грубишевац и Суводол. 
Изворишта су им у стенама дијабаз-рожначке формације, а наиласком на горњотријанске кречњаке оба тока граде кратке клисуре. Дужи Грубишевац гради дужу клисуру, чији је улаз на 1.150 м.н.в., а излаз на 870 м.н.в. На странама клисуре примећују се улази бројних пећина и окапина (Хајдучка пећина, Црвена пећина, и др.) Суводол је лева краћа саставница Подријењског потока, асиметричног је попречног профила са стрмом и знатно вишом десном страном.